# Liste des évêques de Tarazona
Ceci est une liste des évêques de Tarazona, à la tête du diocèse de Tarazona depuis sa création, au milieu du Ve siècle, à aujourd’hui.

## Liste des évêques

### Antiquité et haut Moyen Âge
L'évêché de Tarazona est créé au profit de Léon, premier évêque de la cité romaine.
- Léon (449)
- Paul (516)
- Gaudosius (527-541)
- Didime (560)
- Prudence (572)
- Etienne (589-592)
- Floridus (610)
- Elpidius (633-638)
- Anterius (683)
- Népotien (688-693)

Après 693, l'évêque Népotien n'est pas remplacé.

### Moyen Âge
- Michel Cornel (1118-1151)
- Martin de Vergua (1151-1169)
- Bérenger (1170-1172)
- Jean Frontín (1172)
- Garcia Frontín Ier (1195-1218)
- Garcia Frontin II (1219-1254)
- Pierre Ier (1257)
- Garcia III (1258-1263)
- Alphonse (vers 1263)
- Fortuné (1270-1277)
- Garcia (1280-1289)
- Pierre II (1289-1304)
- Pierre III (1305-1308)
- Michel Ximénez de Urrea (1309-1317)
- Pierre Arnaud de Torres (1317-1321)
- Bertrand de Cormidela (1324-1342)
- Sanche López de Ayerbe (1343-1346)
- Georges (1346-1352)
- Pierre Pérez Calvillo (1354-1391)
- Ferdinand Pérez Calvillo (1391-1404), cardinal
- Bérenger de Ribalta (1404-1405)
- François Clemente (1405-1407, nommé évêque de Tortose)
- Jean de Valtierra (1407-1433)
- Martin Jiménez Cerdán (1435-1443)
- Georges Bardají y Ram (1442-1463)
- Pierre Ferris (1464-1478) cardinal
- André Martínez Ferriz (1478-1495)

### Époque moderne
- Guillén Ramón de Moncada (1496-1521)
- Gabriel Orti (1523-1535)
- Ercole Gonzaga (1537-1546)
- Juan González Munébraga (1546-1547)
- Pedro Martínez de Luna (1572-1574)
- Juan Redín Cruzat (1577-1584)
- Pedro Cerbuna Negro (1585-1597)
- Diego Chaves Casas (de Yepes), O.S.H. (1599-1613)
- Juan Moriz Salazar (1604-1616, nommé évêque de Huesca)
- Martín Terrer Valenzuela, O.S.A. (1614-1630, nommé archevêque de Saragosse)
- Pedro Herrera Suárez, O.P. (1630-1631)
- Baltasar Navarro Arroytia (1631-1642)
- Diego Castejón Fonseca (1644-1655)
- Pedro Manero (1656-1659)
- Diego Escolano y Ledesma (1660-1664, nommé évêque de Ségovie)
- Miguel Escartín Arbeza, O. Cist. (1664-1673)
- Diego Antonio Francés de Urrutigoyti (1673-1682)
- Bernardo Mateo Sánchez del Castellar (1683-1700)
- Blas Serrate (1701-1718)
- García Pardiñas Villar de Francos, O. de M. (1720-1741)
- José Alcaraz Belluga (1741-1755)
- Esteban Villanova Colomer (1755-1766)
- José Laplana Castellón (1766-1776)
- J. Damián Martínez de Galinsonga, O.F.M. (1795-1802)
- Francisco Porró Reinado (1803-1814)

### Période contemporaine
- Jerónimo Castillón y Salas (1815-1835). Último inquisidor general (1818-1820).
- Vicente Ortiz Labastida, O.P. (1848-1852)
- Gil Estévez y Tomás (1854-1857, nommé évêque de Tortosa)

À partir de 1858, les évêques de Tarazona sont également administrateurs apostoliques du diocèse de Tudèle.
- Cosme Marrodán Rubio (1857-1888)
- Juan Soldevilla y Romero (1889-1901, nommé archevêque de Saragosse)
- José María Salvador y Barrera (1901-1905, nommé évêque de Madrid-Alcalá)
- Santiago Ozcoidi y Udave (1905-1916)
- Isidoro Badía y Sarradel (1917-1926)
- Isidro Gomá y Tomás (1927-1933, nommé archevêque de Tolède)
- Nicanor Mutiloa e Irurita, C.SS.R. (1935-1946)

En 1955, le diocèse de Tudèle est uni à l'archidiocèse de Pampelune.
- Manuel Hurtado y García (1947-1966)
- José Méndez Asensio (1968-1971, nommé archevêque de Pampelune)
- Francisco Álvarez Martínez (1973-1976, nommé évêque de Calahorra et de La Calzada-Logroño)
- Victorio Oliver Domingo (1976-1981, nommé évêque d'Albacete)
- Ramón Búa Otero (1982-1989, nommé évêque de Calahorra et de La Calzada-Logroño)
- Miguel José Asurmendi Aramendia, S.d.b. (1990-1995, nommé évêque de Vitoria)
- Joaquín Carmelo Borobia Isasa (1996-2004, nommé évêque auxiliaire de Tolède)
- Demetrio Fernández González (2004-2010, nommé évêque de Cordoue)
- Eusebio Ignacio Hernández Sola (2011-2022)
- Vicente Rebollo Mozos (es) (2022-...)